# Holostixa manca
Holostixa manca là một loài bướm đêm trong họ Geometridae.